# Trappola diabolica
(Kramet mentre tortura Michael Ransom)
Trappola diabolica è un film d'azione del 1988 diretto da Bruno Mattei e Claudio Fragasso, sequel di Strike Commando (1987).
È uscito in videocassetta con il titolo Strike Commando 2 - Trappola diabolica.

## Trama
Michael Ransom, che aveva combattuto in Vietnam, si reca a Manila per cercare Vic Jenkins, suo ex comandante, rapito dai terroristi comandati da un certo Kramet. Michael ha un debito di riconoscenza nei confronti dell'ufficiale, che durante la guerra gli salvò la vita. Giunto a Manila, Michael non trovando aiuto nella persona dell'ambasciatore (che gli confessa che Vic e un pezzo grosso della CIA rinchiuso in campo di concentramento vietnamita) decide di agire da solo. Incontrata una donna, Rosanna, prosegue con lei fino al campo, dove apprende con sconcerto che il rapimento fu organizzato dallo stesso Vic, oggi agente del KGB russo. Michael viene catturato e brutalmente torturato (ma tenuto in vita per ottenere un riscatto). Liberatosi riesce a far saltare in aria il campo, risparmia la vita a Vic ed elimina il capo dei terroristi.

## Produzione
Creato da Claudio Fragasso e Rossella Drudi e diretto da Bruno Mattei, Strike Commando 2 è stato interamente girato nelle Filippine per ammortizzare i costi di produzione.